# Hans Knauß
Johann Knauß (conocido como Hans Knauß; Schladming, 9 de febrero de 1971) es un deportista austríaco que compitió en esquí alpino.

## Trayectoria
Participó en tres Juegos Olímpicos de Invierno, entre los años 1994 y 2002, obteniendo una medalla de plata en Nagano 1998, en la prueba de supergigante.
Ganó dos medallas en el Campeonato Mundial de Esquí Alpino, en los años 1999 y 2003. En la Copa del Mundo consiguió siete victorias y veintisiete podios en total.
También disputó carreras de motociclismo, coriendo carreras de medio nivel entre 2005 y 2008. Trabajó como comentador deportivo para la cadena ORF. En 2021 presentó la serie de televisión de la ORF Österreich vom Feinsten.
En 1998 recibió la Condecoración de Honor de Plata de la Orden al Mérito de la República de Austria.

## Palmarés internacional
| Juegos Olímpicos   | Juegos Olímpicos                   | Juegos Olímpicos  | Juegos Olímpicos |
| Año                | Lugar                              | Medalla           | Prueba           |
| ------------------ | ---------------------------------- | ----------------- | ---------------- |
| 1998               | Nagano (Japón)                     | Medalla de plata  | Supergigante     |
| Campeonato Mundial |                                    |                   |                  |
| Año                | Lugar                              | Medalla           | Prueba           |
| 1999               | Vail/Beaver Creek (Estados Unidos) | Medalla de bronce | Supergigante     |
| 2003               | St. Moritz (Suiza)                 | Medalla de plata  | Eslalon gigante  |